# یازده دقیقه
کتاب «یازده دقیقه» یکی دیگر از آثار ماندگار و حتی یکی دیگر از شاهکارهای پائولو کوئلیو نویسنده توانمند برزیلی است. آنچه که در اکثر آثار کوئلیو مشاهده می‌شود و می‌توان از آن به عنوان فصل مشترک آثارش نام برد، وجود روح زندگی و ایجاد احساس نشاط و امید است.
در حالیکه در اکثر داستان‌های این نویسنده، نقش‌های اصلی افرادی هستند که در سخت‌ترین شرایط زندگی می‌کنند اما با اتفاق‌ها و خودباوری‌هایی که در طول ماجرا روی می‌دهد، در دردناک‌ترین لحظات احساس خوشبختی پدیدار می‌شود و خواننده آن را با تمام وجود احساس می‌کند و آن را اغراق‌آمیز نمی‌بیند.
فصل‌های این کتاب از زبان یک زن روسپی برزیلی نوشته شده که ناخواسته به سوئیس می‌رود و در سرزمین غریب کارش به روسپی گری می‌کشد، در طول مدتی که این زن در سوئیس زندگی می‌کند، اتفاقات تلخ و شیرین زندگی خود را به صورت روزانه در دفترچه‌ای یادداشت می‌کند و حوادث زندگی‌اش را بازگو می‌کند.
کوئلیو، جملات عبرت آموز و مطالب آموزنده کتاب را از زبان همین زن بیان می‌کند. او مشقات زیادی را تحمل می‌کند و در نهایت به سرزمین خود بازمی‌گردد.
این کتاب توسط آرش حجازی به زبان فارسی ترجمه گردیده‌است.

## بخشی از کتاب
برای اینکه یک ساعت با مردی بگذرانم، ۳۵۰ فرانک سوییس می‌گیرم. در واقع اغراق است. اگر درآوردن لباس‌ها را حساب نکنیم و تظاهر به محبت و صحبت دربارهٔ مسائل پیش پا افتاده و لباس پوشیدن را، کل این مدت می‌شود یازده دقیقه رابطه جنسی! یازده دقیقه! دنیا دور چیزی می‌گردد که فقط یازده دقیقه طول می‌کشد. به خاطر این یازده دقیقه است که در یک روز ۲۴ ساعته (با این فرض که همه زن و شوهرها هر روز عشق‌بازی کنند، که مزخرف است و دروغ)، مردم ازدواج می‌کنند، خانواده تشکیل می‌دهند، گریه بچه‌ها را تحمل می‌کنند، مدام توضیح می‌دهند که چرا دیر آمده‌اند خانه، به صد تا زن دیگر نگاه می‌کنند با این آرزو که با آن‌ها چرخی دور دریاچه ژنو بزنند، برای خودشان لباس‌های گران می‌خرند و برای زن‌هایشان لباس‌های گران‌تر، به فاحشه‌ها پول می‌دهند تا جبران کمبودشان را در زندگی زناشویی‌شان بکنند و نمی‌دانند این کمبود چیست.
همین یازده دقیقه، صنعت عظیم لوازم آرایش، رژیم‌های غذایی، باشگاه‌های ورزشی و پورنوگرافی را می‌گرداند؛ و وقتی مردها دور هم جمع می‌شوند، برخلاف تصور زن‌ها، اصلاً راجع به زن‌ها حرف نمی‌زنند. از کار و پول و ورزش حرف می‌زنند. یک جای کار تمدن ما ایراد اساسی دارد!